# 里程焦虑

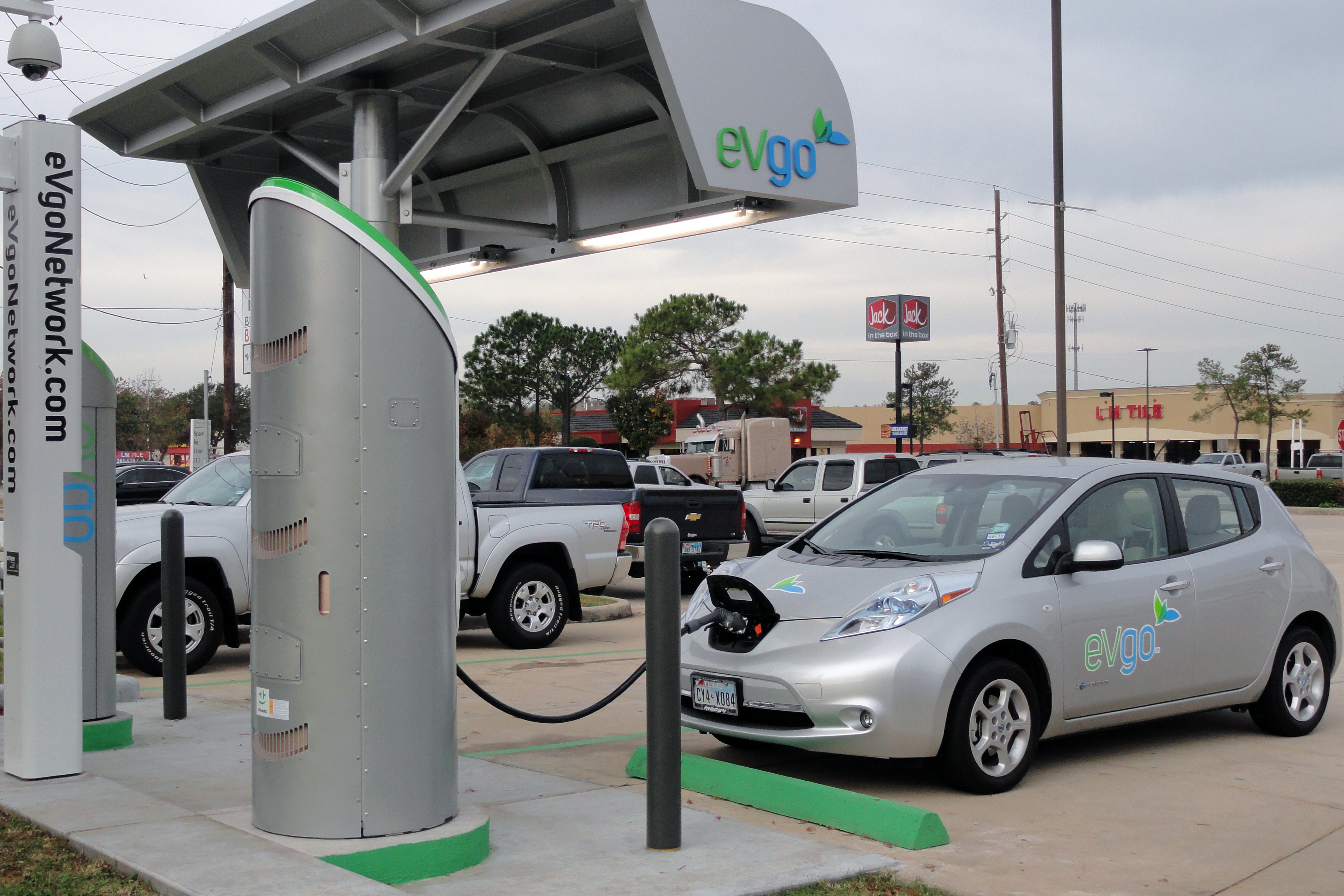
日产聆风 拥有117km续航 （EPA标准）。

里程焦虑（英語：Range anxiety）是指车主或驾车人认为车辆没有足够的续航以抵达其目的地，对其在路途中抛锚的担心。 里程焦虑主要发生在纯电动汽车上 ，这也被认为大规模推行电动汽车的一大障碍。 里程焦虑一词首先出现在1997年《San Diego Business Journal》的一篇文章中，用于形容 GM EV1 司机的一种担忧。 2010年6月，通用汽车公司对“里程焦虑”一词提出商标申请，并声称此举基于“促进公众对电动车辆能力的认知”。  本词的挪威语版本 被挪威语言理事会选为2013年“年度词汇”第二名。
减轻电动汽车司机里程焦虑的主要策略有部署更广泛的充电设施，在不过分提高价格的情况下提高电池容量， 发展换电技术，加装增程器（APU 的一种）。也包括提供更精确导航和续航里程预测以及提供免费备用汽车以支持长距离旅行。